# روجر توماس (سياسي)
روجر توماس (بالإنجليزية: Roger Thomas)‏ هو سياسي أمريكي، ولد في 13 ديسمبر 1950 بأويلوين في الولايات المتحدة. حزبياً، نشط في Iowa Democratic Party ‏ والحزب الديمقراطي. وقد انتخب عضو مجلس نواب ولاية ايوا.